# Медовичка острівна
Медови́чка острівна (Myzomela irianawidodoae) — вид горобцеподібних птахів родини медолюбових (Meliphagidae). Ендемік Індонезії. Вид був описаний в 2017 році і названий на честь Іріани Джоко Відодо, дружини сьомого президента Індонезії Джоко Відодо.

## Опис
Довжина птаха становить 11 см. Голова, нижня частина спини і хвіст яскраво-червоні, верхня частина тіла темно-сіра, нижня частина тіла світло-сіра.

## Поширення і екологія
Острівні медовички є ендеміками острова Роте в архіпелазі Малих Зондських островів.

## Збереження
Острівним медовичкам загрожує знищення природного середовища.